# Wix
Wix – wieś i civil parish w Anglii, w hrabstwie Essex, w dystrykcie Tendring. Leży 50 km na północny wschód od miasta Chelmsford i 99 km na północny wschód od Londynu. W 2011 roku civil parish liczyła 720 mieszkańców. Wix jest wspomniana w Domesday Book (1086) jako Wica.